# لاک‌پشت برکه‌ای غربی
لاک‌پشت برکه‌ای غربی (نام علمی: Actinemys marmorata) نام یک گونه از زیرراسته نهان‌گردن است.